# Karaiskakis-stadion
Karaiskakis-stadion (grekiska: Γήπεδο Καραϊσκάκη) är en arena i Pireus i Grekland. Arenan är hemmaplan för den grekiska storklubben Olympiakos FC. Den är uppkallad efter Georgios Karaiskakis (grekiska: Γεώργιος Καραϊσκάκης) — en krigshjälte under det grekiska frihetskriget. Arenan invigdes 1895 och användes under de olympiska sommarspelen 1896. Under 1960-talet renoverades arenan och 2003 till 2004 genomgick den en total ombyggnation. Hela arenan revs och återuppbyggdes på 14 månader och blev precis klar i tid för de olympiska sommarspelen 2004. Då den stod klar hade den en kapacitet på 33 334 åskådare. 
Karaiskakis-stadion rankas som en av de bättre arenorna i Europa och har ett 4-stjärnigt betyg av Uefa, vilket bland annat innebär att den kan stå värd för Europa League-finaler. Arenan har 40 VIP-loger och sviter som rymmer upp till 472 personer. I arenan finns också en hel galleria med restauranger, caféer, butiker, klädbutiker, gym och ett museum. Runt om på arenan finns det 10 biljettluckor där man kan köpa biljetter. Det är gratis att parkera bilen utanför arenan; Parkeringsplatsen tar upp till 2 500 bilar.